# 서울난곡초등학교
서울난곡초등학교는 대한민국 서울특별시 관악구에 있는 공립 초등학교이다.

## 학교 연혁
- 1970년 12월 30일 설립인가
- 1971년 4월 22일 서울난곡국민학교 개교(19학급 편성)
- 1979년 10월 29일 문창국민학교, 난우국민학교로 15학급 분리
- 2009년 8월 21일 장애인 화장실 설치
- 2010년 9월 1일 영어전용교실 설치
- 2011년 3월 18일 학교 현관 출입통제시스템 구축
- 2012년 3월 1일 제12대 노장옥 교장 부임
- 2015년 12월 4일 난곡학생오케스트라 및 스쿨밴드 창단 연주회
- 2016년 9월 19일 디지털 홍보관 설치 및 다목적실 리모델링
- 2017년 2월 15일 실과실 및 교직원 전용회의실 설치
- 2017년 3월 1일 제17대 김연숙 교장 부임
- 2021년 3월 1일 제18대 김재성 교장 부임
- 2021년 4월 22일 개교 50주년

## 참고 자료
- 서울난곡초등학교 - 한국교육학술정보원 학교알리미